# Teusserbad
Teusserbad ist ein Wohnplatz der Stadt Löwenstein im Landkreis Heilbronn im nördlichen Baden-Württemberg. Der an einer Quelle im Sulmtal gelegene Ort war einst ein kleines Kurbad und besteht heute im Wesentlichen nur aus dem Wasserschloss Lautereck, einigen aus dem einstigen Badebetrieb hervorgegangenen Gebäuden und den Abfüllanlagen der Teusser Mineralbrunnen.

## Geschichte
Die frühe Geschichte Teusserbads ist weitgehend unbekannt. Die Römer, deren Straße vom Kastell Böckingen zum Kastell Murrhardt nahe der Quelle verlief, dürften die Quelle noch nicht genutzt haben. Die Germanen haben die Quelle sicher gekannt. Um 1100 wurde wenige hundert Meter westlich oberhalb der Quelle die Burg Löwenstein erbaut, doch auch von dieser aus ist zunächst keine Nutzung der Quelle belegt. Als die Grafen von Löwenstein 1441 ihren gesamten Besitz an die Kurpfalz veräußerten, wird Teusserbad in der detaillierten Beschreibung der Grafschaft noch nicht genannt. Ebenso erscheint Teusserbad noch nicht in den Quellen, als 1504 das württembergische Heer bei einer Belagerung von Burg und Stadt Löwenstein mehrere Tage im Sulmtal nahe der Quelle lagerte.
Die erste Erwähnung Teusserbads erfolgte im Bauernkrieg 1525, als Jäcklein Rohrbach sich in Lowenstein und Teusserbad aufhielt, um dort Anhänger zu werben. Der Ort war als Wildbad bekannt, also als kaltes Quellbad. Eine Badeeinrichtung mit Gaststätte dort muss zwischen der Belagerung 1504 und Rohrbachs Aufenthalt 1525 entstanden sein. Schon um die Mitte des 16. Jahrhunderts war das Wildbad bei Löwenstein überregional bekannt. 1565 lobte Johann Gvintherius die Heilwirkung des Löwensteiner Brunnens. 1568 beschrieb auch Martinus Rulandus die Heilwirkung des Wassers. Eine Aufstellung der löwensteinischen Besitzungen von 1592 beschreibt das Teusserbad als ein Wildbad mit alter und neuer Behausung. Die Baulichkeiten umfassten ein kleines Gebäude über der Quelle sowie eine Kapelle mit Keller. 1593 wurde das Bad zu Leuwenstein im Neuen Wasserschatz von Tabernaemontanus erwähnt. 1612 wurde das Heilbad bei Magensteinen, Blasen- und Nierensteinen, vergifteten Wunden und Geschwüren empfohlen.

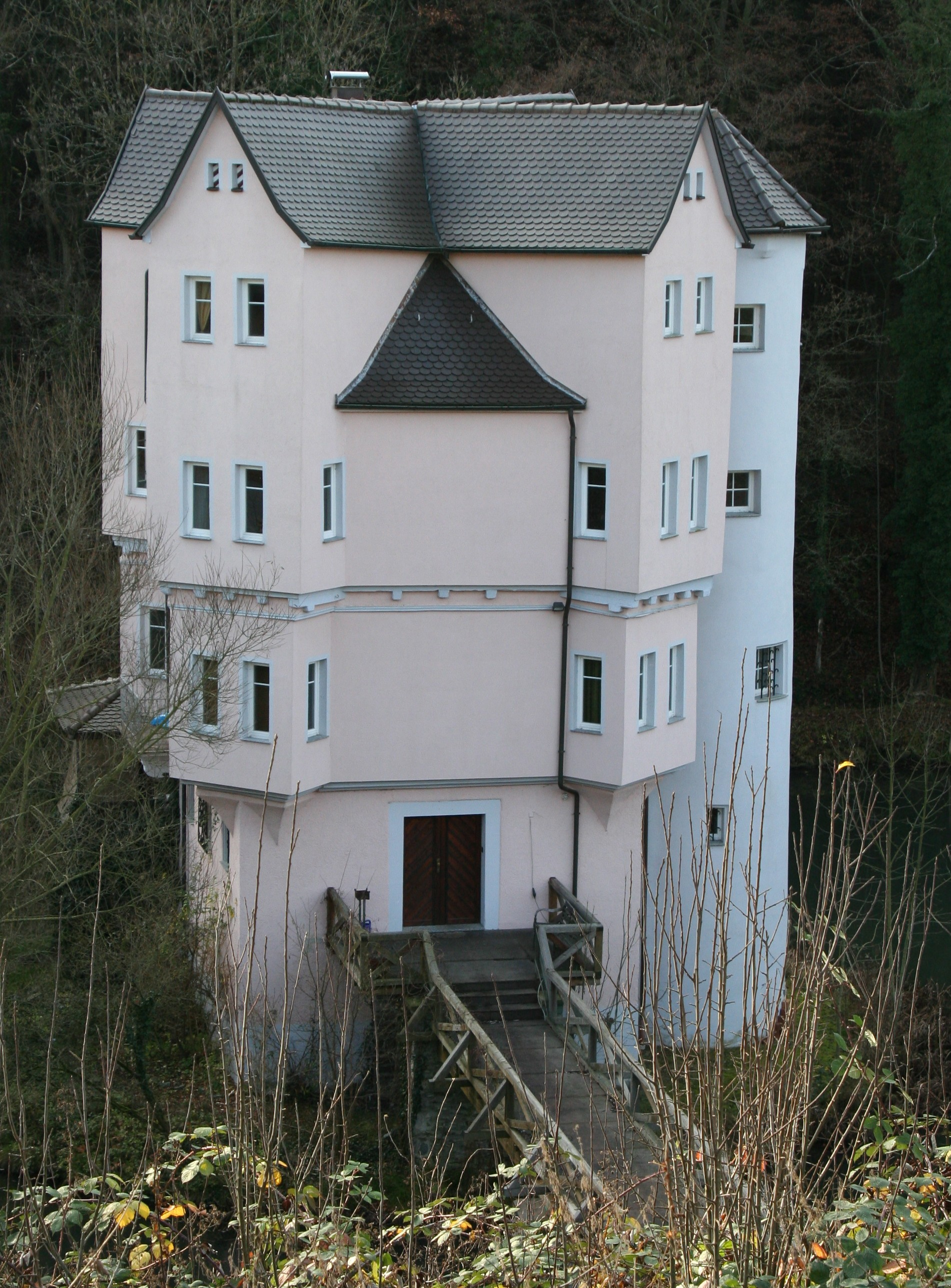
Das Teusserschlößchen im Teusserbad wurde 1623 erstmals erwähnt

1623 wurde erstmals das Teusserschlößchen erwähnt, das sich in einem See bei der Quelle befindet und in jenem Jahr instand gesetzt wurde, also schon länger bestand. Im weiteren Verlauf des Dreißigjährigen Krieges waren das außerhalb der Stadtmauern Löwensteins liegende Teusserbad sicherlich Plünderungen und sonstiger Willkür durchziehender Truppen ausgesetzt. Bei der Verordnung von Festpreisen für die Gastwirtschaften der Stadt 1647 wird Teusserbad nicht genannt, so dass damals wohl kein Betrieb dort mehr stattfand.
Nach Kriegsende scheinen sich die Zustände zunächst schnell wieder normalisiert zu haben. 1665 und 1671 wurde das Teusserbad in zeitgenössischen Schriften von Melchior Meisner und von Johann Rudolf Glauber erwähnt, 1666 wurde der Fußweg von der Stadt Löwenstein zum Teusserbad erneuert. 1685 wird jedoch berichtet, im Bad habe ein Gerber, ein Färber und ein Tabakhändler Quartier genommen, so dass der Badetrieb wohl wieder zum Erliegen gekommen war. In den Kriegszeiten um 1700 verfiel das Bad immer weiter. Es diente meist nur noch als Unterschlupf für umherziehende Räuber. 1711 wurden in Löwenstein Sonderwachen wegen solcher Räuberbanden aufgestellt und fanden im Teusserbad Durchsuchungen statt. Nach dem Frieden von Rastatt 1714 wurden die Zustände allmählich besser.

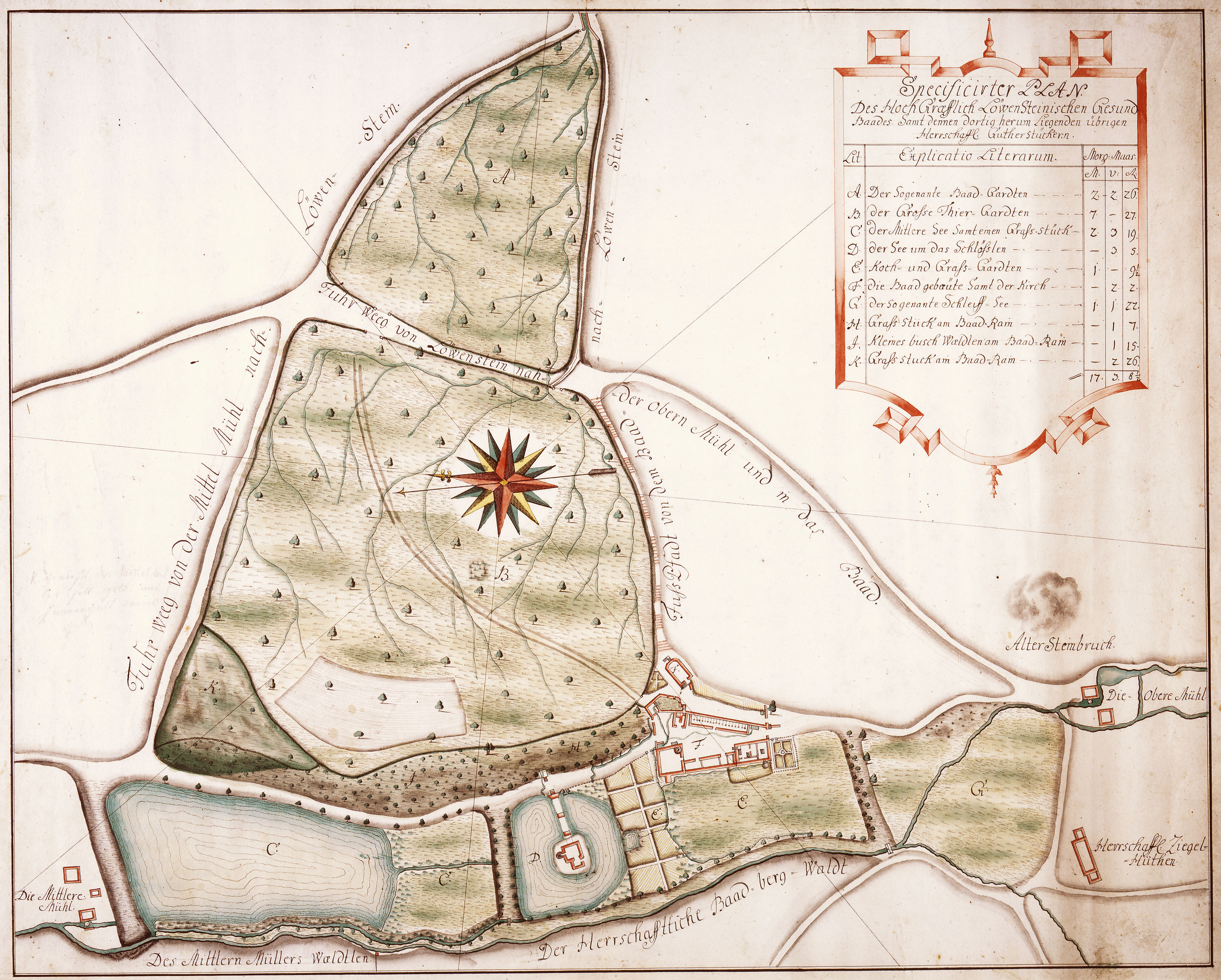
Teusserbad im 18. Jahrhundert

1730 wurde das Bad auf Veranlassung von Graf Ludwig Volrath an den Apotheker Albert Friedrich Waltz verpachtet, der es umfassend sanierte. Waltz ließ die Quelle neu fassen und eine neue Kapelle über dem Brunnen sowie einen neuen Saalbau errichten. Der Heilbronner Arzt Dietrich Christoph Scharff verfasste 1731 eine umfassende Beschreibung des wiederhergerichteten Bades, die 1733 in Heilbronn erschien. Scharff beschreibt das Teusserbad als eine von einer Mauer mit Schießscharten umgebene Anlage mit zwei Toren, darin Kapelle, Brunnenstübchen und Badehaus. Das Badehaus war ein Komplex aus drei Gebäuden, die durch Gänge und Treppen miteinander verbunden waren. Im Erdgeschoss waren getrennte Baderäume für Männer und Frauen, Umkleideräume, Heizräume, Küche, Vorratsräume und eine Gaststube. In den beiden darüberliegenden Geschossen befanden sich Gastzimmer für die Badegäste. Das Schloss Lautereck war dem Badebetrieb angeschlossen und verfügte über einen eigenen Heizkessel. Die 26 unterschiedlich großen Gastzimmer hatten Holzfußboden und eigene Öfen. Scharff gab zudem Empfehlungen zum Ablauf eines Kurtages und zur kurmäßigen Ernährung. Außerdem sind aus seiner Beschreibung die Kosten für Bäder, Unterbringung und Verpflegung überliefert. Verglichen mit anderen Kurbädern jener Zeit war das kleine Teusserbad mit seinem Beherbergungsbetrieb recht komfortabel. Scharff versuchte sich auch an einer Analyse des Wassers und empfahl es für Trink- und Badekuren bei verschiedensten Beschwerden.
Das kleine Bad war zwar vielgelobt, aber es war wegen seiner geringen Größe nicht wirtschaftlich, so dass Pächter Waltz nach zehn Jahren in Konkurs ging. Das Bad stand leer und wurde rasch von Vandalen verwüstet.
1742 fand sich mit dem Löwensteinischen Amtspfleger Fulda ein neuer Pächter, der die Anlagen wiederherstellen ließ. Gleich nach Ende der Arbeiten brach der Österreichische Erbfolgekrieg aus. Die unsicheren Kriegsjahre bis 1748 brachten wieder zahlreiche Räuberbanden mit sich, die die Löwensteiner Berge unsicher machten. Der Kurbetrieb kam nicht in Fahrt und Pächter Fulda gab spätestens 1748 wieder auf. Fuldas Nachfolger hatten mehr Glück und das Bad nahm ab 1750 wieder einen Aufschwung. Die Napoleonischen Kriege um 1800 führten nicht wie die vorhergehenden Kriege zu einem Niedergang, sondern trugen vielmehr zur Blüte des Bade bei. Verwundete Offiziere suchten das Bad zu Kurzwecken auf, und im Falle von Einquartierungen waren im Kurhaus meist höhere Ränge untergebracht. Erbpächter Johann Jakob Deeg ließ 1801 den Hauptbau des Kurbetriebs durch ein geräumiges dreistöckiges Fachwerkhaus ersetzen. Das Wasserschloss war sanierungsbedürftig und nicht mehr Teil des Kurbetriebs.
Im 19. Jahrhundert hatten die konkurrierenden Badebetriebe aufgeholt bzw. das kleine Teusserbad überholt. Viele Kurorte, die im 18. Jahrhundert noch bäuerliches Gepräge hatten, entwickelten sich zu mondänen Reisezielen der Reichen. Teusserbad hatte hingegen vor allem bürgerliche Besucher aus Heilbronn, Öhringen, und Weinsberg. Zu den Besuchern zählte die Seherin von Prevorst, Friederike Hauffe, oder der Oberpostmeister Friedrich von Reinöhl, der seine nach erfolgreicher Heilung überflüssigen Krücken nebst einer Spruchtafel im Treppenhaus des Kurhauses aufhängen ließ. Der lachende Philosoph Karl Julius Weber empfahl Teusserbad wegen seines von ihm als Paradoxon bezeichneten Wasserschlösschens und Heyfelders Badereiseführer für Württemberg von 1840 lobte die Heilwirkung der inzwischen sechs Quellen, bedauerte aber auch die kleine Kapazität von nur 50 Kurgästen während einer Saison gegenüber bspw. 3000 Saisongästen in Kissingen.
Man versuchte zwar mit einigen kleinere Maßnahmen wie der Unterteilung der Gemeinschaftsbadestube in kleinere Badebereiche oder der Verwendung der Bezeichnung Theresienbad eine Aufwertung des Kurbetriebs herbeizuführen, geriet aber gegen die aufstrebenden Kurorte wie Baden-Baden immer weiter ins Hintertreffen. In der Mitte des 19. Jahrhunderts ließen die Besucherzahlen in Teusserbad nach. Der Badwirt ließ die Kapelle des Teusserbads in eine Brauerei umbauen, aber auch das war nicht rentabel und das Gebäude wurde bald zu einem Schuppen umfunktioniert. Um 1860 erlebte der Badebetrieb seinen Niedergang. Die Gasträume waren zumeist von Dauermietern belegt und die Heilquellen wurden nur noch von Besuchern der nächsten Umgebung genutzt. 1861 verkauften die Fürsten von Löwenstein Bad und Schloss an den Heilbronner Bürger Julius Rauth. Dieser ließ die Badeanlagen, Gebäude und Parkflächen renovieren, woraufhin das Teusserbad ein beliebtes Ausflugsziel der Heilbronner wurde. Die eigentlichen Badeeinrichtungen wurden jedoch kaum mehr genutzt und bald geschlossen.

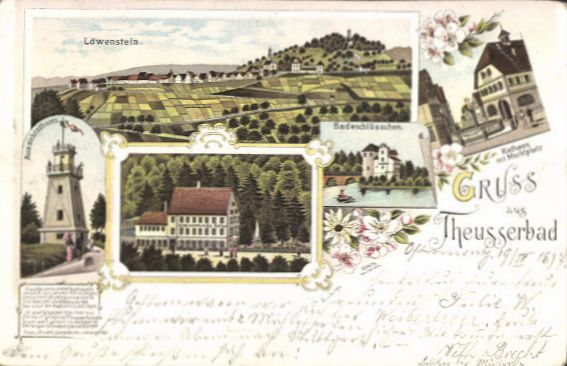
Gruß aus Theusserbad 1897. In der Mitte eine Darstellung von Badhaus und Gasthof

1887 erwarb der Deutsch-Amerikaner Chr. Knorr Badehaus, Quelle und Park, während das Wasserschloss im Besitz von Rauth blieb. Knorr ließ den Gasthof modernisieren, der schon 1887 wieder öffnete. 1888 wurde auch das modernisierte Bad wiedereröffnet. Die Anlagen erfuhren abermals großen Zuspruch, aber eben hauptsächlich nur aus Heilbronn, und nicht wie erhofft aus überregionalen Kreisen der gehobenen Gesellschaft. Von Heilbronn aus brauchte man über die Straße vom Jägerhaus zu Fuß etwa drei Stunden nach Löwenstein, mit dem Pferdewagen etwa die Hälfte der Zeit. Knorr verkaufte die Anlage 1892 und kehrte in die USA zurück.
Der neue Eigentümer A. Deyringer aus Stuttgart begann in den 1890er Jahren mit dem Versand von Teusser-Sprudel und wurde damit ungemein erfolgreich. Der Sprudel wurde mit internationalen Auszeichnungen überhäuft und konkurrierte bald mit Branchengrößen wie Apollinaris, Staatl. Fachingen, Gerolsteiner Brunnen und Selters. 1908 wurde das Wassergeschäft in eine Aktiengesellschaft umgewandelt. Die AG hatte Pläne, den Absatz bereits binnen eines Jahres auf über 1 Mio. Liter zu steigern und eine Drahtseilbahn zum Transport der Sprudelflaschen bis zum Bahnhof nach Willsbach zu bauen. Trotz einer Werbekampagne an allen württembergischen Bahnhöfen stellte sich der erhoffte große Erfolg aber nicht ein. Das Kurhotel, das inzwischen der AG gehörte, war in den Jahren vor dem Ersten Weltkrieg gut besucht und auch verkehrsmäßig gut angebunden: Omnibuslinien der Kraftpost verkehrten fünf Mal täglich nach Willsbach, drei Mal nach Mainhardt und zwei Mal nach Sulzbach.

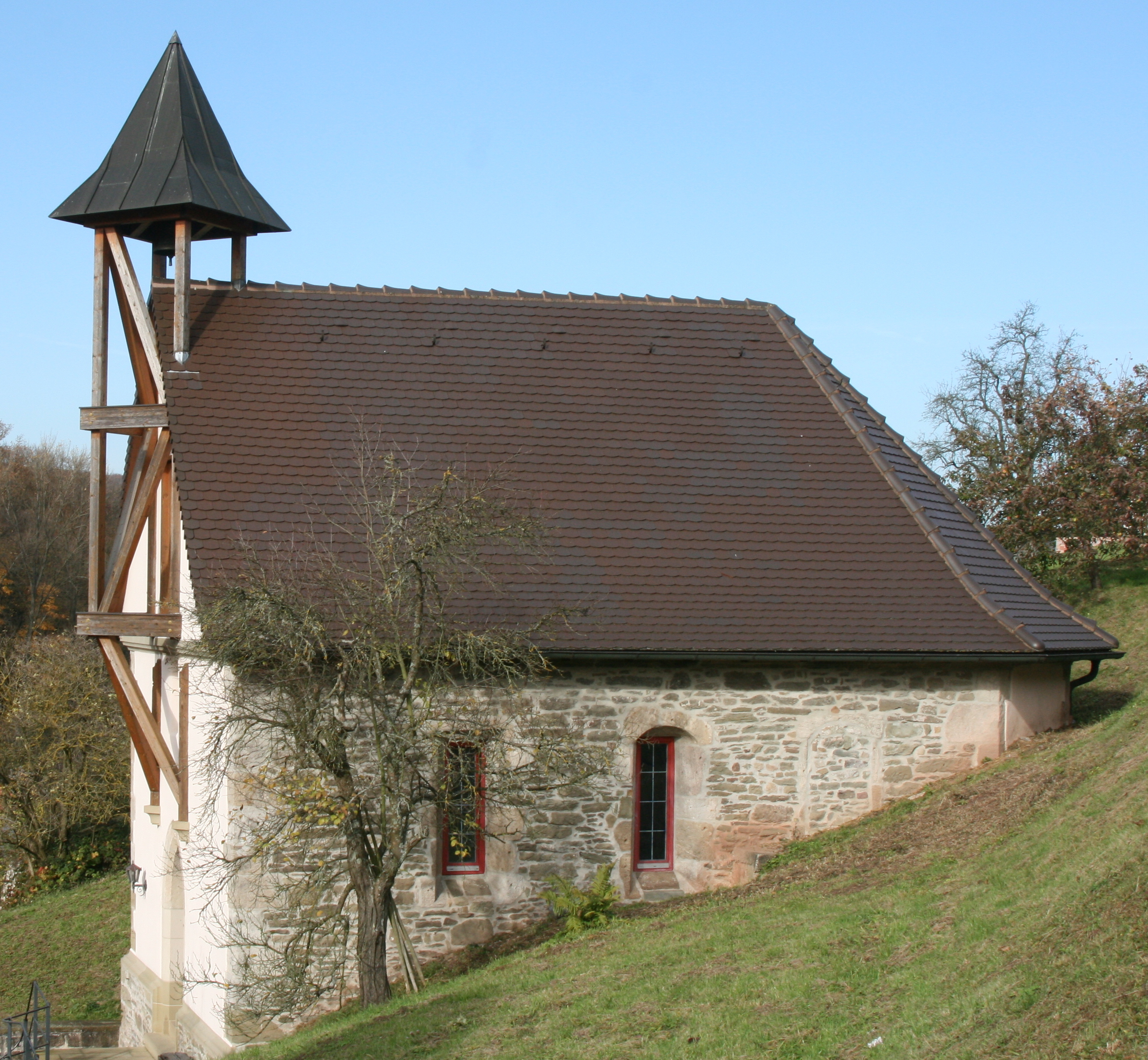
Die Kapelle in Teusserbad war zeitweilig zur Brauerei und zum Schuppen umgenutzt

Die AG hat die Krisenjahre nach dem Ersten Weltkrieg nicht überstanden. 1921 erwarb der Öhringer Gasthofbesitzer Karl Kühnle die Quelle, das Badgebäude und die Abfüllanlagen. Kühnle überstand die Hochinflation vor allem durch den Betrieb des Hotelrestaurants und baute den Abfüllbetrieb nach Ende der Inflation kräftig aus. Das Hotel wandelte sich vom Kurhotel zum Urlauberhotel und wurde ab 1933 verpachtet. Im Zweiten Weltkrieg wurden Fahrzeuge und Beschäftigte der Abfüllanlagen von der Wehrmacht beansprucht, auch der größte Teil des produzierten Sprudels ging an die Wehrmacht. Der Hotelbetrieb endete und nur noch die Gaststätte wurde fortgeführt.
Nach Kriegsende 1945 fanden viele Familien aus dem zerstörten Löwenstein in Teusserbad eine vorübergehende Bleibe. Die Gaststätte in Teusserbad wurde von der ausgebombten Heilbronner Gastwirtin Paula Wengerts übernommen, die sie bis zu ihrem Ruhestand 1984 führte, danach wurde die Gaststätte geschlossen.
Die Sprudel-Abfüllung durch Teusser Mineralbrunnen erlebte nach dem Zweiten Weltkrieg einen sehr großen Aufschwung. 1967 wurden sechs Millionen Flaschen abgesetzt. Das Werksgelände wurde durch Grundstückszukäufe vergrößert und die Abfüllanlagen mehrfach modernisiert. Mit einem modernen Fuhrpark konnte der Absatz bis 1986 auf 35 Millionen Flaschen gesteigert werden. Zur Deckung des Wasserbedarfs wurden durch Bohrungen auf bis zu 180 Meter Tiefe neue Quellen erschlossen. Gegenwärtig werden in Teusserbad jährlich rund 100 Millionen Flaschen Getränke abgefüllt.